# Tasa de retorno
La tasa de retorno es un indicador que mide la rentabilidad de una inversión. Comprende cualquier cambio en el valor de la inversión y/o en el flujo de caja que el inversor recibe de su inversión, como los pagos de interés o dividendo. Puede medirse ya sea en términos absolutos (como por ejemplo, en dólares) o como un porcentaje de la cantidad invertida. Esto último también se denomina retorno del período de tenencia.
Una pérdida en lugar de una ganancia se describe como un retorno negativo, asumiendo que la cantidad invertida es mayor que cero.
La tasa de retorno es la ganancia respecto a una inversión durante un período de tiempo, expresada como una proporción de la inversión original. El período de tiempo suele ser un año, en cuyo caso se hace referencia a la tasa de rendimiento como el retorno anual.
Para comparar los rendimientos en períodos de tiempo de diferentes duraciones sobre una base igual, es útil convertir cada rendimiento en un "rendimiento anualizado". Este proceso de conversión, que se describe más adelante, se llama "anualización".
El retorno de la inversión (también conocido como ROI por sus siglas en inglés) es el retorno por cada unidad monetaria invertida (por ejemplo, por cada euro o por cada dólar). Es una medida del rendimiento de la inversión, independientemente de su tamaño (al contrario que en los conceptos de rentabilidad financiera, rentabilidad económica o retorno sobre capital empleado).

## Cálculo
El retorno o tasa de rendimiento se puede calcular en un único período de cualquier duración.
Sin embargo, el período global se puede dividir en subperíodos contiguos. Esto significa que hay más de un período de tiempo, cada subperíodo que comienza en el momento en el que finaliza el anterior. En tal caso, cuando hay varios subperíodos contiguos, se puede calcular el retorno y la tasa de retorno durante el período general, combinando los rendimientos dentro de cada uno de los subperíodos.

### De un solo período

#### Retorno
El retorno durante un período único de cualquier duración de tiempo, se tiene que:
{\displaystyle R={\frac {V_{f}-V_{i}}{V_{i}}}}
donde:
{\displaystyle V_{f}} = valor final, incluyendo dividendos e intereses
{\displaystyle V_{i}} = valor inicial
Por ejemplo, si alguien compra 100 acciones a un precio inicial de 10, el valor inicial es 100 x 10 = 1000. Si el accionista luego cobra 0,50 por acción en dividendos en efectivo, y el precio final de la acción es 9.80, entonces al final el accionista tiene 100 x 0,50 = 50 en efectivo, más 100 x 9,80 = 980 en acciones, totalizando un valor final de 1030. El cambio en el valor es de 1030 - 1000 = 30, por lo que el retorno es {\displaystyle {\frac {30}{1000}}=3\%}

#### Valor inicial negativo
La devolución mide el aumento en el tamaño de un activo o pasivo, o de una posición a corto plazo.
Un valor inicial negativo usualmente se da para un pasivo o una posición a corto plazo. Si el valor inicial es negativo y el valor final es más negativo, el retorno será positivo. En tal caso, el rendimiento positivo representa una pérdida en lugar de una ganancia.
Si el valor inicial es cero, entonces no se puede calcular el retorno.

#### Moneda de medida
El rendimiento, o tasa de rendimiento, puede depender de la moneda en la que se mida, debido a la posible variación del cambio entre distintas monedas durante el período considerado. Por ejemplo, supóngase que un depósito en efectivo de 10.000 dólares estadounidenses generara un interés del 2% durante un año, por lo que su valor al final del año en cuestión es de 10.200 dólares, incluidos los intereses. El rendimiento anual es del 2%, medido en dólares.
Supóngase también que el tipo de cambio del yen japonés al comienzo del año es de 120 yenes por dólar y de 132 yenes por dólar al final del año. El valor en yenes de un dólar ha aumentado un 10% durante el período. Entonces, el depósito tiene un valor de 1,2 millones de yenes al inicio del año y de 10.200 x 132 = 1.346.400 yenes al final del año. El retorno del depósito en el año calculada en yenes es por lo tanto de:
{\displaystyle {\frac {1.346.400-1.200.000}{1.200.000}}=12,2\%}
Esta es la tasa de retorno experimentada por un inversor que comienza con yenes, los convierte a dólares, invierte en el depósito en dólares y convierte los ingresos finales de vuelta al yen. El resultado es el mismo si se desea medir el rendimiento en términos de yenes japonés, a efectos de comparación con otras inversiones.

#### Anualización
Sin ninguna reinversión, un retorno {\displaystyle R} durante un período de duración {\displaystyle t} es equivalente a una tasa de retorno de:
{\displaystyle {\frac {R}{t}}}
Por ejemplo, 20.000 dólares devueltos con una inversión inicial de 100.000 dólares es un retorno del 20%. Supóngase que los 20.000 dólares se pagan en 5 cuotas irregulares de 4000 dólares, sin reinversión, durante un período de 5 años, y sin información sobre el calendario de las cuotas, la tasa de retorno es de 4000 / 100.000 = 4% por año.
Sin embargo, asumiendo que los retornos se reinvierten, debido al efecto del interés compuesto, la relación entre una tasa de retorno de {\displaystyle r} y un retorno de {\displaystyle R} durante un período de tiempo {\displaystyle t} es:
{\displaystyle 1+R=(1+r)^{t}}
que se puede usar para convertir el retorno {\displaystyle R} a una tasa compuesta de retorno {\displaystyle r}:
{\displaystyle r=(1+R)^{\frac {1}{t}}-1={\sqrt[{t}]{1+R}}-1}
Por ejemplo, un 33,1% de retorno durante 3 meses es equivalente a una tasa de:
{\displaystyle {\sqrt[{3}]{1331}}-1=10\%}
al mes con la reinversión.
Anualización es el proceso descrito anteriormente, de convertir un retorno {\displaystyle R} a una tasa de rendimiento anual {\displaystyle r}, donde la duración del período {\displaystyle t} se mide en años y la tasa de retorno {\displaystyle r} es por año.
De acuerdo con los Estándares de rendimiento de inversión global (GIPS) del Instituto CFA,
"Las devoluciones por períodos de menos de un año no deben anualizarse."
Esto se debe a que una tasa de rendimiento anualizada durante un período de menos de un año es estadísticamente improbable que sea indicativa de la tasa de rendimiento anualizada a largo plazo, en la que existe un riesgo involucrado. Anualizar un rendimiento durante un período de menos de un año podría interpretarse como una sugerencia de que el resto del año es más probable que tenga la misma tasa de rendimiento, proyectando efectivamente esa tasa de rendimiento durante todo el año.
Téngase en cuenta que esto no se aplica a las tasas de interés ni a los rendimientos en los que no existe un riesgo significativo. Es una práctica común citar una tasa de rendimiento anualizada para préstamos o préstamos de dinero por períodos más cortos que un año, como las tasas interbancarias a un día.

#### Retorno logarítmico o compuesto
El retorno logarítmico o retorno compuesto, también conocido como fuerza del interés, es:
{\displaystyle R=\ln \left({\frac {V_{f}}{V_{i}}}\right)}
y la tasa de retorno logarítmica es:
{\displaystyle r_{\mathrm {log} }={\frac {\ln \left({\frac {V_{f}}{V_{i}}}\right)}{t}}}
o equivalentemente es la solución {\displaystyle r} a la ecuación:
{\displaystyle V_{f}=V_{i}e^{rt}}
donde:
{\displaystyle r} = tasa logarítmica de retorno
{\displaystyle t} = duración del periodo de tiempo
Por ejemplo, si una acción tiene un precio de 3570 dólares al cierre de un día y de 3575 al cierre del día siguiente, el rendimiento logarítmico es: ln (3575 / 3570) = 0,0014 (un 0,14%).

#### Anualización logarítmica del retorno
Bajo un supuesto de reinversión, la relación entre un retorno logarítmico {\displaystyle R} y una tasa logarítmica de retorno {\displaystyle r} durante un período de tiempo {\displaystyle t} es:
{\displaystyle R=rt}
por lo que, de manera trivial, {\displaystyle r={\frac {R}{t}}} es la tasa de retorno logarítmica anualizada para un retorno {\displaystyle R}, donde {\displaystyle t} se mide en años.
Por ejemplo, si el rendimiento logarítmico de un valor por día de negocio es del 0,14%, suponiendo 250 días de negocio en un año, entonces la tasa de retorno logarítmica anualizada es {\displaystyle {\frac {0,14\%}{1/250}}=0,14\%\cdot 250=35\%}

### Retorno sobre varios períodos
Cuando el rendimiento se calcula sobre una serie de subperíodos de tiempo, el retorno en cada subperíodo se basa en el valor de la inversión al comienzo del subperíodo.
Suponiendo que los retornos se reinviertan, si los retornos sobre {\displaystyle n} subperíodos de tiempo sucesivos son {\displaystyle r_{1},r_{2},r_{3},\cdots ,r_{n}}, entonces el retorno acumulado o rendimiento global durante el período de tiempo general utilizando el método ponderado en el tiempo, es el resultado de componer conjuntamente las devoluciones:
{\displaystyle (1+r_{1})(1+r_{2})\cdots (1+r_{n})-1}
Sin embargo, si los retornos son retornos logarítmicos, el retorno logarítmico durante el período de tiempo global es:
{\displaystyle \sum _{i=1}^{n}{r_{i}}=r_{1}+r_{2}+r_{3}+\cdots +r_{n}}
Esta fórmula se aplica al asumir la reinversión de los rendimientos y la aplicación del método de retorno ponderado por el tiempo.

#### Tasa de retorno media aritmética
La tasa de retorno media sobre {\displaystyle n} períodos de tiempo de igual duración se define como:
{\displaystyle {\bar {r}}={\frac {1}{n}}\sum _{i=1}^{n}{r_{i}}={\frac {1}{n}}(r_{1}+\cdots +r_{n})}
Si se tiene una secuencia de tasas de retorno logarítmicas en períodos sucesivos iguales, el método apropiado para encontrar su promedio es la media aritmética de las tasas de retorno.

#### Tasa de retorno media geométrica
Para los retornos ordinarios, si no hay reinversión, y las pérdidas se resuelven al completar el capital invertido, para que el valor vuelva a su punto de partida al comienzo de cada nuevo subperíodo, se usa la media aritmética del rendimiento.
Sin embargo, con la reinversión de todas las ganancias y pérdidas, la tasa de rendimiento promedio apropiada es la tasa de retorno media geométrica durante n períodos, que es:
{\displaystyle {\bar {r}}_{\mathrm {\text{geométrica}} }=(\prod _{i=1}^{n}(1+r_{i}))^{\frac {1}{n}}-1={\sqrt[{n}]{\prod _{i=1}^{n}(1+r_{i})}}-1}
Téngase en cuenta que el retorno medio geométrico es equivalente al retorno acumulado de todos los n períodos, convertidos en una tasa de rendimiento por período.
En el caso de que los períodos sean de un año, y no haya reinversión de rendimientos, el retorno acumulado anualizado es el retorno medio aritmético. Cuando los subperíodos individuales son cada año, y hay reinversión de rendimientos, el retorno acumulado anualizado es la tasa de retorno media geométrica.
Por ejemplo, suponiendo que se produce reinversión, el retorno acumulado de una serie de rendimientos anuales de: 50%, -20%, 30% y -40%, es:
{\displaystyle (1+0,50)(1-0,20)(1+0,30)(1-0,40)-1=-0,0640=-6,40\%}
y la media geométrica es:
{\displaystyle {\sqrt[{4}]{(1+0,50)(1-0,20)(1+0,30)(1-0,40)}}-1=-0,0164=-1,64\%}
que es igual al rendimiento acumulado anualizado:
{\displaystyle {\sqrt[{4}]{1-0,0640}}-1=-0,0164}

## Comparaciones entre varias tasas de retorno

### Flujos externos
En presencia de flujos externos, como movimientos de efectivo o valores que se mueven dentro o fuera de la cartera, el rendimiento debe calcularse compensando estos movimientos. Esto se logra utilizando métodos como el retorno ponderado por el tiempo. Los rendimientos ponderados en el tiempo compensan el impacto de los flujos de efectivo. Esto es útil para evaluar la gestión de un administrador de dinero en nombre de sus clientes, donde normalmente los clientes controlan estos flujos de efectivo.

### Cuotas
Para medir el efecto sobre los retornos netos de las tarifas, es necesario que el valor de la cartera se reduzca en la cantidad de las tarifas aplicadas. Para calcular los rendimientos brutos de las comisiones, se deben compensar los mismos tratándolos como un flujo externo, excluyendo las comisiones acumuladas de las valoraciones.

### Tasa de retorno ponderada
Al igual que el rendimiento ponderado en el tiempo, la tasa de rendimiento ponderada por el dinero (MWRR) o la tasa de rendimiento ponderada en dólares también tiene en cuenta los flujos de efectivo. Son útiles para evaluar y comparar casos en los que el administrador del dinero controla los flujos de efectivo, por ejemplo, el capital privado (contrástese con la verdadera tasa de retorno ponderada en el tiempo, que es más aplicable para evaluar la gestión de un administrador de dinero que no tiene control sobre los flujos externos).

#### Tasa interna de retorno
La tasa interna de retorno (TIR) (que es una variante de la tasa de retorno ponderada por el dinero), es la tasa de retorno que hace que el valor actual neto de los flujos de efectivo sea cero. Es una solución {\displaystyle r} que satisface la siguiente ecuación:
{\displaystyle {\mbox{NPV}}=\sum _{t=0}^{n}{\frac {C_{t}}{(1+r)^{t}}}=0}
donde:
NPV = valor presente neto
y
{\displaystyle {C_{t}}} = flujo de caja neto en el momento {\displaystyle {t}}, incluido el valor inicial {\displaystyle {C_{0}}} y el valor final {\displaystyle {C_{n}}} netos de cualquier otro flujo al principio y al final, respectivamente (el valor inicial se trata como una entrada y el valor final como una salida).
Cuando la tasa interna de retorno es mayor que el coste de capital (también se conoce como la tasa de retorno requerida), la inversión agrega valor, es decir, el valor presente neto de los flujos de efectivo, descontado al costo de capital, es mayor que cero. De lo contrario, la inversión no agrega valor.
Téngase en cuenta que no siempre existe una tasa interna de retorno para un conjunto particular de flujos de efectivo (es decir, la existencia de una solución real a la ecuación {\displaystyle {\mbox{NPV}}=0} depende del patrón de los flujos de efectivo). También puede haber más de una solución real a la ecuación, que requiere cierta interpretación para determinar la más adecuada.

#### Rendimiento ponderado en dinero en varios subperíodos
Debe tenerse en cuenta que el rendimiento ponderado por el dinero en varios subperíodos, generalmente no es igual al resultado de combinar los rendimientos ponderados por el dinero dentro de los subperíodos utilizando el método descrito anteriormente, a diferencia de los rendimientos ponderados por el tiempo.

### Comparación del retorno ordinario con el retorno logarítmico
El valor de una inversión se duplica si el retorno {\displaystyle r} = + 100%, es decir, si {\displaystyle r_{\mathrm {log} }} = ln (200€ / 100€) = ln (2) = 69,3%. El valor cae a cero cuando {\displaystyle r} = -100%. El rendimiento ordinario se puede calcular para cualquier valor de inversión inicial distinto de cero y cualquier valor final, positivo o negativo, pero el rendimiento logarítmico solo se puede calcular cuando {\displaystyle V_{f}/V_{i}>0}.
Los rendimientos ordinarios y los logarítmicos solo son iguales cuando son cero, pero son aproximadamente iguales cuando son pequeños. La diferencia entre ellos es grande solo cuando los cambios porcentuales son altos. Por ejemplo, un retorno aritmético de + 50% es equivalente a un retorno logarítmico de 40,55%, mientras que un retorno aritmético de -50% es equivalente a un retorno logarítmico de -69,31%.
| Inversión inicial, {\displaystyle V_{i}}                | $100  | $100    | $100    | $100 | $100   | $100   | $100   |
| Inversión final, {\displaystyle V_{f}}                  | $0    | $50     | $99     | $100 | $101   | $150   | $200   |
| Beneficio/Pérdida, {\displaystyle V_{f}-V_{i}}          | −$100 | −$50    | −$1     | $0   | $1     | $50    | $100   |
| Retorno ordinario, {\displaystyle r}                    | −100% | −50%    | −1%     | 0%   | 1%     | 50%    | 100%   |
| Retorno logarítmico, {\displaystyle r_{\mathrm {log} }} | −∞    | −69,31% | −1,005% | 0%   | 0,995% | 40,55% | 69,31% |

### Simetría de retornos logarítmicos
Los retornos logarítmicos son útiles para las finanzas matemáticas. Una de las ventajas es que los rendimientos logarítmicos son simétricos, mientras que los rendimientos ordinarios no lo son: los porcentajes ordinarios positivos y negativos de igual magnitud no se anulan entre sí y dan lugar a un cambio neto, pero los rendimientos logarítmicos de igual magnitud pero signos opuestos se anulan entre sí. Esto significa que una inversión de $100 que produce un rendimiento aritmético del 50% seguido de un rendimiento aritmético de -50% dará como resultado $75, mientras que una inversión de $100 que produce un rendimiento logarítmico del 50% seguido de un rendimiento logarítmico de -50 % volverá a $100.

### Comparación de tasas de retorno geométricas y aritméticas
La tasa de retorno media geométrica es, en general, menor que la tasa de retorno media aritmética. Los dos promedios son iguales si (y solo si) todos los rendimientos del subperíodo son iguales. Esto es una consecuencia de la desigualdad de las medias aritmética y geométrica. La diferencia entre el rendimiento anualizado y el rendimiento anual promedio aumenta con la variación de los rendimientos: cuanto más volátil es el rendimiento, mayor es la diferencia.
Por ejemplo, un rendimiento de +10%, seguido de −10%, da un rendimiento aritmético promedio de 0%, pero el resultado general durante los 2 subperíodos es de 110% x 90% = 99% para un rendimiento general del -1%. El orden en que se produce la pérdida y la ganancia no afecta al resultado.
Para un rendimiento de +20%, seguido de un −20%, esto nuevamente tiene un rendimiento promedio de 0%, pero un rendimiento general de −4%.
Un rendimiento de +100%, seguido de −100%, tiene un rendimiento promedio de 0%, pero un rendimiento general de −100%, ya que el valor final es 0.
En los casos de inversiones apalancadas, es posible obtener resultados aún más extremos: un rendimiento de +200%, seguido de −200%, tiene un rendimiento promedio de 0%, pero un rendimiento general de −300%.
Este patrón no se sigue en el caso de retornos logarítmicos, debido a su simetría, como se señaló anteriormente. Un rendimiento logarítmico de +10%, seguido de −10%, da un rendimiento general de 10% - 10% = 0%, y también una tasa de retorno promedio de cero.

#### Rendimientos promedio y rendimientos generales
Los rendimientos de las inversiones a menudo se publican como "rendimientos medios". Para traducir los rendimientos promedio en rendimientos generales, se deben componer los rendimientos promedio sobre el número de períodos.
|                                   | Año 1   | Año 2   | Año 3   | Año 4   |
| --------------------------------- | ------- | ------- | ------- | ------- |
| Tasa de Retorno                   | 5%      | 5%      | 5%      | 5%      |
| Media Geométrica al Final del Año | 5%      | 5%      | 5%      | 5%      |
| Capital al Final del Año          | $105,00 | $110,25 | $115,76 | $121,55 |
| Beneficio/(Pérdida)               |         |         |         | $21,55  |

La tasa de retorno promedio geométrica fue del 5%. Durante 4 años, esto se traduce en un rendimiento general de:
{\displaystyle 1,05^{4}-1=21,55\%}
|                                   | Año 1   | Año 2   | Año 3   | Año 4   |
| --------------------------------- | ------- | ------- | ------- | ------- |
| Tasa de Retorno                   | 50%     | -20%    | 30%     | -40%    |
| Media Geométrica al Final del Año | 50%     | 9,5%    | 16%     | -1,6%   |
| Capital al Final del Año          | $150,00 | $120,00 | $156,00 | $93,60  |
| Beneficio/(Pérdida)               |         |         |         | ($6,40) |

El rendimiento promedio geométrico durante el período de 4 años fue de -1,64%. Durante 4 años, esto se traduce en un rendimiento general de:
{\displaystyle (1-0,0164)^{4}-1=-6,4\%}
|                                   | Año 1 | Año 2  | Año 3  | Año 4    |
| --------------------------------- | ----- | ------ | ------ | -------- |
| Tasa de Retorno                   | -95%  | 0%     | 0%     | 115%     |
| Media Geométrica al Final del Año | -95%  | -77,6% | -63,2% | -42,7%   |
| Capital al Final del Año          | $5,00 | $5,00  | $5,00  | $10,75   |
| Beneficio/(Pérdida)               |       |        |        | ($89.25) |

El rendimiento promedio geométrico durante el período de 4 años fue del -42,74%. Durante 4 años, esto se traduce de nuevo en un rendimiento general de:
{\displaystyle (1-0,4274)^{4}-1=-89,25\%}

### Rendimientos anuales y rendimientos anualizados
Se debe tener cuidado de no confundir los rendimientos anuales con los anualizados. Una tasa de rendimiento anual es un rendimiento durante un período de un año, como del 1 de enero al 31 de diciembre o del 3 de junio de 2006 al 2 de junio de 2007, mientras que una tasa de rendimiento anualizada es una tasa de rendimiento por año, medida sobre un período ya sea más largo o más corto que un año, como un mes o dos años, anualizado para su comparación con un rendimiento de un año.
El método apropiado de anualización depende de si los rendimientos se reinvierten o no.
Por ejemplo, una devolución en un mes del 1% se convierte en una tasa de rendimiento anualizada del 12,7% = ((1 + 0,01) 12 - 1). Esto significa que si se reinvierte, obteniendo un rendimiento del 1% cada mes, el rendimiento en 12 meses se incrementaría para dar un retorno del 12,7%.
Como otro ejemplo, un rendimiento de dos años del 10% se convierte en una tasa de retorno anualizada del 4,88% = ((1 + 0,1) (12/24) - 1), asumiendo la reinversión al final del primer año. En otras palabras, el retorno medio geométrico por año es del 4,88%.
En el ejemplo con retirada de efectivo mostrado a continuación, los rendimientos en dólares de los cuatro años suman $265. Suponiendo que no hay reinversión, la tasa de rendimiento anualizada para los cuatro años es de:
$ 265 ÷ ($ 1000 x 4 años) = 6,625% (por año).
|                 | Año 1 | Año 2 | Año 3 | Año 4 |
| --------------- | ----- | ----- | ----- | ----- |
| Retorno         | $100  | $55   | $60   | $50   |
| Tasa de Retorno | 10%   | 5.5%  | 6%    | 5%    |

## Aplicaciones
- Las tasas de retorno son útiles para tomar decisiones de inversión. Para inversiones de riesgo nominal, como cuentas de ahorro o certificados de depósito, el inversor considera los efectos de reinvertir/capitalizar el aumento de los saldos de ahorro en el tiempo para proyectar las ganancias esperadas en el futuro. Para las inversiones en las que el capital está en riesgo, como las acciones, las participaciones en fondos mutuos y las compras de viviendas, el inversor también tiene en cuenta los efectos de la volatilidad de los precios y el riesgo de pérdida.
- Los indicadores que suelen utilizar los analistas financieros para comparar el desenvolvimiento de una compañía en el tiempo o para comparar el resultado entre compañías incluyen el retorno de la inversión (ROI), la rentabilidad financiera y la rentabilidad económica.[6]
- En el proceso de tasar el coste del capital, las compañías tradicionalmente comparaban la tasa interna de retorno de diferentes proyectos para decidir cuáles seguir con el fin de maximizar los retornos para los accionistas de la compañía. Otras herramientas empleadas por las empresas para estimar el coste del capital incluyen el período de recuperación, el valor actual neto y el índice de beneficio.[7]
- Se puede ajustar la devolución por impuestos para obtener la tasa de retorno después de impuestos. Esto se realiza en áreas geográficas o en tiempos históricos en los que los impuestos detraen una parte significativa de las ganancias o ingresos. La tasa de retorno después de impuestos se calcula multiplicando la tasa de retorno por la tasa de impuestos, y luego restando ese porcentaje de la tasa de retorno.
- Un retorno del 5% gravada al 15% da una rentabilidad después de impuestos del 4,25%.

0,05 x 0,15 = 0,0075
0,05 - 0,0075 = 0,0425 = 4,25%
- Una devolución del 10% gravada al 25% da una devolución después de impuestos del 7,5%.

0,0 x 0,25 = 0,025
0,10 - 0,025 = 0,075 = 7,5%
Los inversores generalmente buscan una tasa de rendimiento más alta en los rendimientos de las inversiones gravables que en los rendimientos de las inversiones no gravables, y la forma correcta de comparar los rendimientos tributados a diferentes tasas de impuestos es después de impuestos, desde la perspectiva del inversor final.
- Un rendimiento puede ser ajustado por la inflación. Cuando un rendimiento se ajusta según la inflación, el valor resultante mide el cambio del poder adquisitivo en términos reales entre el inicio y el final del período. Cualquier inversión con un rendimiento anual nominal (es decir, rendimiento anual no ajustado) menor que la inflación anual representa una pérdida de valor en términos reales, incluso cuando el rendimiento anual nominal es superior al 0%, y el poder adquisitivo al final del período es menor que el poder adquisitivo al principio.
- Muchas herramientas de póquer en línea incluyen en las estadísticas almacenadas de un jugador el cálculo de tasas de retorno, ayudando a evaluar los resultados de un posible oponente.

## Valor tiempo del dinero
Las inversiones generan retornos al inversor como compensación por el valor tiempo del dinero.
Los factores que los inversores pueden usar para determinar la tasa de rendimiento a la que están dispuestos a invertir dinero incluyen:
- Su tasa de interés libre de riesgo
- Las estimaciones de las tasas inflación futuras
- La evaluación del riesgo de la inversión, es decir, la incertidumbre de los rendimientos (incluida la probabilidad de que los inversores reciban los pagos de intereses/dividendos que esperan y el rendimiento de su capital total, con o sin ninguna posible ganancia de capital adicional)
- Riesgo de cambio
- Si los inversores quieren o no el dinero disponible ("líquido") para otros usos

El valor tiempo del dinero se refleja en la tasa de interés que ofrece un banco para las cuentas de depósito, y también en la tasa de interés que un banco cobra por un préstamo, como una hipoteca. La tasa "libre de riesgo" en inversiones en dólares estadounidenses es la tasa de los Bonos garantizados del Tesoro de los Estados Unidos, porque es la tasa más alta disponible sin riesgo de capital.
La tasa de rendimiento que un inversor requiere de una inversión en particular se llama tasa de descuento, y también se conoce como coste de capital (o coste de oportunidad). Cuanto mayor sea el riesgo, mayor será la tasa de descuento (tasa de rendimiento) que el inversor exigirá de la inversión.

## Interés compuesto (reinversión)
El retorno anualizado de una inversión depende de si el rendimiento, incluidos los intereses y los dividendos de un período se reinvierte en el siguiente período. Si se reinvierte el rendimiento, contribuye al valor de inicio del capital invertido para el próximo período (o lo reduce, en el caso de un rendimiento negativo). El interés compuesto refleja el efecto de la devolución en un período sobre la devolución en el próximo período, como resultado del cambio en la base de capital al inicio de este último período.
Por ejemplo, si un inversor coloca $1000 en un certificado de depósito (CD) a 1 año que paga una tasa de interés anual del 4%, que se paga trimestralmente, ganaría un 1% de interés por trimestre sobre el saldo de la cuenta. La cuenta utiliza intereses compuestos, lo que significa que el saldo de la cuenta es acumulativo, incluidos los intereses reinvertidos y acreditados previamente a la cuenta. A menos que el interés se retire al final de cada trimestre, ganará más intereses en el próximo trimestre.
|                                       | Trimestre 1 | Trimestre 2 | Trimestre 3 | Trimestre 4 |
| ------------------------------------- | ----------- | ----------- | ----------- | ----------- |
| Capital al comienzo del período       | $1000       | $1010       | $1020,10    | $1030,30    |
| Retorno del período                   | $10         | $10,10      | $10,20      | $10,30      |
| Balance Contable al final del Período | $1010,00    | $1020,10    | $1030,30    | $1040,60    |
| Retorno Trimestral                    | 1%          | 1%          | 1%          | 1%          |

Al comienzo del segundo trimestre, el saldo de la cuenta es de $1010,00, que luego genera un interés total de $10,10 durante el segundo trimestre. El centavo adicional fue el interés en la inversión adicional de los $10 del interés anterior acumulado en la cuenta. El rendimiento anualizado (rendimiento porcentual anual, interés compuesto) es más alto que para el interés simple, porque el interés se reinvierte como capital y luego se obtiene un rédito. El rendimiento (el rendimiento anualizado) de la inversión anterior es del {\displaystyle 4,06\%=(1,01)^{4}-1}.

## Retorno por cambio de divisa
Como se explicó anteriormente, el retorno, la tasa o el rendimiento, dependen de la moneda de medición. En el ejemplo anterior, un depósito en efectivo en dólares que repirtara un 2% durante un año (medido en dólares), devuelve un 12,2% medido en yenes japoneses durante el mismo período, si el dólar aumenta su valor en un 10% frente al yen durante el mismo periodo.
El rendimiento en yenes es el resultado de la combinación del rendimiento del 2% en dólares estadounidenses sobre el depósito en efectivo, con el rendimiento del 10% del dólar frente al yen japonés:
1,02 x 1.1 - 1 = 12,2%
En términos más generales, el rendimiento en una segunda moneda es el resultado de la combinación de los dos rendimientos:
{\displaystyle (1+r_{i})(1+r_{c})-1}
donde
{\displaystyle r_{i}} es el retorno de la inversión en la primera moneda (dólares en el ejemplo), y
{\displaystyle r_{c}} es el rendimiento de la primera moneda frente a la segunda moneda (que en el ejemplo es la revalorización del dólar frente al yen).
Esto es cierto si se utiliza el método de tiempo ponderado o si no hay flujos dentro o fuera durante el período. Si se utiliza uno de los métodos ponderados por el dinero, y hay flujos, es necesario volver a calcular el rendimiento en la segunda moneda utilizando uno de los métodos para compensar los flujos.

### Retornos en moneda extranjera en varios periodos
No tiene sentido combinar los rendimientos para períodos consecutivos medidos en diferentes monedas. Antes que combinar los rendimientos en periodos consecutivos, se debe volver a calcular o ajustar los rendimientos utilizando una única moneda de medición.

#### Ejemplo
Una cartera aumenta en valor en dólares de Singapur en un 10% durante el año 2015 (sin flujos dentro o fuera de la cartera durante este período). En el primer mes de 2016, su valor aumentó en otro 7%, en dólares estadounidenses. (Nuevamente, no hay entradas o salidas durante el período de enero de 2016).
¿Cuál es el rendimiento de la cartera, desde principios de 2015 hasta finales de enero de 2016?
La respuesta es que no hay datos suficientes para calcular un retorno, en cualquiera de las dos monedas, sin conocer la relación de cambio para ambos períodos.
Si el rendimiento en 2015 fue del 10% en dólares de Singapur y el dólar de Singapur aumentó un 5% frente al dólar estadounidense en comparación con 2015, entonces mientras no haya flujos en 2015, el rendimiento en 2015 en dólares estadounidenses es d3:
1,1 x 1,05 - 1 = 15,5%
El retorno entre principios de 2015 y finales de enero de 2016 en dólares estadounidenses es de:
1,155 x 1,07 - 1 = 23,585%

## Retorno considerando el riesgo del capital

### Riesgo y volatilidad
Las inversiones conllevan cantidades variables de riesgo de que el inversor pierda parte o la totalidad del capital invertido. Por ejemplo, las inversiones en acciones de una empresa ponen en riesgo el capital. A diferencia del capital invertido en una cuenta de ahorros, el precio de la acción, que es el valor de mercado de una acción en un momento determinado, depende de lo que alguien esté dispuesto a pagar por ella, y el precio de una acción tiende a cambiar continuamente cuando el mercado para esa acción está abierto. Si el precio es relativamente estable, se dice que la acción tiene "volatilidad baja". Si el precio cambia mucho a menudo, se dice que la acción tiene "alta volatilidad".

### Impuesto sobre la renta de los Estados Unidos sobre los rendimientos de inversión
| Fin del:                   | Trimestre 1 | Trimestre 2 | Trimestre 3 | Trimestre 4 |
| -------------------------- | ----------- | ----------- | ----------- | ----------- |
| Dividendo                  | $1          | $1,01       | $1,02       | $1,03       |
| Precio de la Acción        | $98         | $101        | $102        | $99         |
| Derechos Adquiridos        | 0,010204    | 0,01        | 0,01        | 0,010404    |
| Derechos Totales           | 1,010204    | 1,020204    | 1,030204    | 1,040608    |
| Valor de la Inversión      | $99         | $103,04     | $105,08     | $103,02     |
| Tasa de Retorno Trimestral | -1%         | 4,08%       | 1,98%       | -1,96%      |

A la derecha se muestra un ejemplo de la evolución del valor de una inversión consistente en una acción comprada a principios de año por $100.
- El dividendo trimestral se reinvierte al precio de la acción al final de cada trimestre.
- El número de acciones compradas en cada trimestre = ($Dividendo) / ($Precio de la acción).
- El valor de inversión final es de $103,02 en comparación con la inversión inicial de $100, lo que significa que el rendimiento es de $3,02 o 3,02%.
- La tasa de rendimiento compuesta en este ejemplo es de:

{\displaystyle \ln \left({\frac {103,02}{100}}\right)=2,98\%}.
Para calcular la ganancia de capital considerando el impuesto de la renta (en este caso, de los Estados Unidos), se deben incluir los dividendos reinvertidos en la base del costo. El inversor recibió un total de $4,06 en dividendos en el año, todos los cuales fueron reinvertidos, por lo que la base se incrementó en $4,06.
- Base imponible = $100 + $4,06 = $104,06
- Ganancia/Pérdida de capital = $103,02 - $104,06 = -$1.04 (una pérdida de capital)

Por lo tanto, para efectos del impuesto a la renta de los Estados Unidos, los dividendos fueron de $4,06, la base de la inversión fue de $104,06 y si las acciones se vendieran al final del año, el valor de la venta sería de $103,02, y la pérdida de capital sería de $1,04.

### Fondos mutuos e inversiones de grandes compañías
Los fondos mutualistas, fondos cotizados (ETF) y otras inversiones equitativas (como fideicomisos de inversión de unidades o UIT, cuentas separadas de seguros y productos variables relacionados, como las políticas de seguro de vida universal variable y los contratos de anualidad variable, y los fondos combinados patrocinados por la banca, fondos de beneficios colectivos o fondos fiduciarios comunes) son esencialmente carteras de diversos valores de inversión, tales como acciones, bonos e instrumentos del mercado monetario que se materializan mediante la venta de acciones o participaciones a inversores. Los inversores y otros agentes interesados están interesados en saber cómo se ha evolucionado la inversión durante varios períodos de tiempo.
El rendimiento se suele cuantificar por el rendimiento total de un fondo. En la década de 1990, muchas compañías de fondos diferentes publicitaban varios rendimientos totales: algunos acumulativos, otros promediados, otros con o sin deducción de cargas de ventas o comisiones, etc. Para nivelar el campo de juego y ayudar a los inversores a comparar los rendimientos de un fondo a otro, la Comisión de Bolsa y Valores (SEC) comenzó a requerir información a los fondos para calcular e informar de los rendimientos totales sobre la base de una fórmula estandarizada, denominada "rendimiento total estandarizado de la SEC", que es el rendimiento total anual promedio, suponiendo la reinversión de dividendos y distribuciones y la deducción de cargas o cargos de ventas. Los fondos pueden calcular y anunciar los rendimientos en otras bases (los llamados retornos "no estandarizados"), siempre que también publiquen de manera no menos prominente los datos de retornos "estandarizados".
Posteriormente, al parecer, los inversores que habían vendido sus acciones de fondos después de un gran aumento en el precio de las acciones a fines de los años 1990 y principios de los años 2000, ignoraban cuán significativo era el impacto de los impuestos sobre la renta/ganancia de capital en los rendimientos "brutos" de sus fondos. Es decir, tenían poca idea de lo significativa que podría ser la diferencia entre los rendimientos "brutos" (rendimientos antes de los impuestos federales) y los rendimientos "netos" (devoluciones después de impuestos). Como reacción a esta aparente ignorancia de los inversores, y quizás por otras razones, la SEC elaboró más normas para exigir que los fondos mutuos publicaran en su prospecto anual, entre otras cosas, los rendimientos totales antes y después del impacto de los impuestos federales a la renta individuales de los Estados Unidos. Y además, las declaraciones después de impuestos incluirían:
1) Los rendimientos en una cuenta hipotética imponible después de deducir las tasas sobre los dividendos y las distribuciones de ganancias de capital recibidas durante los períodos mostrados.
2) Los impactos de los elementos del punto anterior, así como asumir la totalidad de las acciones de inversión que se vendieran al final del período (realización de ganancias / pérdidas de capital en la liquidación de las acciones). Estas declaraciones después de impuestos se aplicarían, por supuesto, solo a las cuentas imponibles y no a las cuentas con impuestos diferidos o de jubilación.
Por último, en años más recientes, los inversores han exigido declaraciones de cuenta de corretaje "personalizadas". En otras palabras, están señalando que los rendimientos del fondo pueden no corresponder con sus rendimientos de cuenta reales, según el historial de transacciones de la cuenta de inversión real. Esto se debe a que es posible que se hayan realizado inversiones en varias fechas y que se hayan realizado compras y retiros adicionales que varían en monto y fecha y, por lo tanto, son exclusivos de la cuenta en particular. Cada vez más fondos y firmas de corretaje están proporcionando retornos de cuenta personalizados en los estados de cuenta de los inversores en respuesta a esta necesidad.
Solventadas estas diferencias, a continuación se describe cómo las ganancias básicas y las ganancias / pérdidas funcionan en un fondo mutuo. El fondo registra los ingresos por dividendos e intereses obtenidos, lo que generalmente aumenta el valor de las acciones del fondo mutuo, mientras que los gastos reservados tienen un impacto compensatorio para compartir el valor. Cuando las inversiones del fondo aumentan (o disminuyen) en valor de mercado, también aumenta el valor de las acciones del fondo (o disminuye). Cuando el fondo vende inversiones con una ganancia, convierte o reclasifica esa ganancia en papel o ganancia no realizada, en una ganancia real o realizada. La venta no tiene ningún efecto sobre el valor de las acciones del fondo, pero ha reclasificado un componente de su valor de un grupo a otro en los libros del fondo, lo que tendrá un impacto futuro para los inversores. Al menos una vez al año, un fondo generalmente paga dividendos de sus ingresos netos (ingresos menos gastos) y ganancias netas de capital realizadas a los accionistas como un requisito de servicio de ingresos internos. De esta manera, el fondo no paga impuestos, pero sí todos los inversores en sus cuentas imponibles. Los precios de las acciones de fondos mutuos generalmente se valoran cada día en que los mercados de acciones o bonos están abiertos y, por lo general, el valor de una acción es el valor del activo neto de las acciones del fondo que los inversores poseen.

#### Retorno total
Los fondos mutuos dan a conocer sus retornos totales asumiendo la reinversión de dividendos y distribuciones de ganancias de capital. Es decir, los montos en dólares distribuidos se utilizan para comprar acciones adicionales de los fondos a partir de la fecha de reinversión / desde-dividendo. Las tasas o factores de reinversión se basan en las distribuciones totales (dividendos más ganancias de capital) durante cada período.

#### Rendimiento total anual promedio (geométrico)
Los fondos mutuos de los EE. UU. deben calcular el rendimiento total anual promedio según lo prescrito por la Comisión de Bolsa y Valores (SEC) en las instrucciones para formar el N-1A (el prospecto del fondo) como las tasas de rendimiento compuesto anuales promedio para períodos de 1 año, 5 años y 10 años (o al inicio del fondo si es más corto) como el "rendimiento total anual promedio" para cada fondo. Se utiliza la siguiente fórmula:
{\displaystyle \mathrm {P\left(1+T\right)^{n}=ERV} }
donde:
P = es un pago inicial hipotético de $1000
T = el rendimiento total anual promedio
n = número de años
ERV = valor final rescindible de un pago hipotético de $1000 realizado al comienzo de los períodos de 1, 5 o 10 años al final de los períodos de 1, 5 o 10 años (o parte fraccionaria)
Despejando T, se obtiene:
{\displaystyle \mathrm {T=\left({\frac {ERV}{P}}\right)^{1/n}-1} }

### Distribuciones de ganancias de capital en fondos mutuos
Los fondos mutuos incluyen ganancias de capital así como dividendos en sus cálculos de rendimiento. Dado que el precio de mercado de una participación de fondos mutuos se basa en el valor del activo neto, una distribución de ganancias de capital se compensa con una disminución igual en el valor / precio de las participaciones de fondos mutuos. Desde la perspectiva del accionista, una distribución de ganancia de capital no es una ganancia neta en activos, sino que es una ganancia de capital realizada (junto con una disminución equivalente en la ganancia de capital no realizada).

#### Ejemplo
|                                                            | Año 1  | Año 2  | Año 3  | Año 4   | Año 5   |
| ---------------------------------------------------------- | ------ | ------ | ------ | ------- | ------- |
| Dividendo por acción                                       | $0,26  | $0,29  | $0,30  | $0,50   | $0,53   |
| Distribución de ganancias de capital por acción            | $0,06  | $0,39  | $0,47  | $1,86   | $1,12   |
| Distribución total por acción                              | $0,32  | $0,68  | $0,77  | $2,36   | $1,65   |
| Precio de la acción a final del año                        | $17,50 | $19,49 | $20,06 | $20,62  | $19,90  |
| Acciones poseídas antes de distribución                    | 70,373 | 71,676 | 74,125 | 76,859  | 84,752  |
| Dividendo Total (dividendo por acción x acciones poseídas) | $22,52 | $48,73 | $57,10 | $181,73 | $141,60 |
| Precio de la acción a la distribución                      | $17,28 | $19,90 | $20,88 | $22,98  | $21,31  |
| Acciones adquiridas (distribución total / precio)          | 1,303  | 2,449  | 2,734  | 7,893   | 6,562   |
| Acciones poseídas tras la distribución                     | 71,676 | 74,125 | 76,859 | 84,752  | 91,314  |

- Después de cinco años, un inversor que reinvirtió todas las distribuciones tendría 91,314 acciones, valoradas en $19,90 por acción. El retorno durante el período de cinco años es de $19,90 × 91,314 / $1000 - 1 = 81,71%
- Rendimiento total anual promedio geométrico con reinversión = ($19,90 × 91,314 / $1000) ^ (1/5) - 1 = 12,69%
- Un inversor que no hubiera reinvertido habría recibido distribuciones totales (pagos en efectivo) de $5,78 por acción. El retorno durante el período de cinco años para dicho inversor sería de ($19,90 + $5,78) / $14,21 - 1 = 80,72%, y la tasa de retorno promedio aritmética sería de 80,72% / 5 = 16,14% por año.

## Lecturas relacionadas
- A. A. Groppelli and Ehsan Nikbakht. Barron’s Finance, 4th Edition.  New York: Barron’s Educational Series, Inc., 2000. ISBN 0-7641-1275-9
- Zvi Bodie, Alex Kane and Alan J. Marcus. Essentials of Investments, 5th Edition.  New York: McGraw-Hill/Irwin, 2004. ISBN 0073226386
- Richard A. Brealey, Stewart C. Myers and Franklin Allen. Principles of Corporate Finance, 8th Edition. McGraw-Hill/Irwin, 2006
- Walter B. Meigs and Robert F. Meigs. Financial Accounting, 4th Edition.  New York: McGraw-Hill Book Company, 1970. ISBN 0-07-041534-X
- Bruce J. Feibel. Investment Performance Measurement.  New York: Wiley, 2003. ISBN 0-471-26849-6
- Carl Bacon. Practical Portfolio Performance Measurement and Attribution. West Sussex: Wiley, 2003. ISBN 0-470-85679-3